# Suba (district)
Suba is een Keniaans district in de provincie Nyanza. Het district telt 155.666 inwoners (1999) en heeft een bevolkingsdichtheid van 148 inw/km². Ongeveer 1,0% van de bevolking leeft onder de armoedegrens en ongeveer 67,0% van de huishoudens heeft beschikking over elektriciteit.